# Adab (Stadt)
Adab (𒌓𒉣𒆠,  beim heutigen Bismaja, auch Tell Bismaya, südlich von Kut im Irak) war eine sumerische Stadt.

## Geschichte und Bedeutung
Adab war auch eine bedeutende Stadt in Mittelbabylonien. Sie lag nordöstlich von Šuruppak. Adab gehört zu den Städten, aus denen die ersten schriftlichen Quellen stammen. Mit den Städten Uruk, Nippur, Lagaš, Šuruppak und Umma scheint eine Kriegskoalition bestanden zu haben. Einer der Gegner war offenbar die alte und legendäre sumerische Stadt Kiš. Es ist anzunehmen, dass diese Koalitionen auch wechseln konnten und dass sie nicht nur zu Kriegszwecken, sondern auch zum Bau großer Tempel und infrastruktureller Vorhaben (etwa Kanäle) bestanden haben. Adab war in ein Handelssystem der großen Städte eingebunden. So wird Adab etwa als Handelspartner Lagaschs in einer Inschrift des dortigen Ensi Lugal-anda genannt.
Vor allem am Beginn der frühdynastischen Zeit Sumers war die Stadt von gehobener Bedeutung, auch regionale Königslisten sind aus der Stadt überliefert. In der Sumerischen Königsliste erscheint jedoch nur ein einziger Herrscher aus der Stadt, Lugalannemundu. Er war offenbar ein Emporkömmling, jedoch auch der erste sumerische Herrscher, der möglicherweise große Teile von Sumer unter seine Herrschaft gebracht hatte. Er soll als Erster eine gewisse frühstaatliche Ordnung unter die Stadtstaaten gebracht haben und soll die Elamiter, die zuvor das von Kriegen geschwächte Sumer kontrolliert hatten, zurückgeschlagen, gar tributpflichtig gemacht haben. Nach seinem Tod verlor Adab seine Bedeutung jedoch wieder und konnte sie auch nie wieder zurückgewinnen.

## Akkadische Zeit
Zur Zeit des Lugal-Zagesi von Umma sind aus Lagasch Stadtfürsten (Ensi) bekannt. Danach stand Adab unter der Regentschaft der Akkader. Sargon installierte in Adab wie auch in anderen Städten einen ihm ergebenen Stellvertreter. Konnte Sargon seine Herrschaft noch ohne große Widerstände ausüben, sah sich sein Sohn und Nachfolger Rimuš schon Aufständen der Sumerer gegenüber. Auch aus Adab ist ein solcher Aufstand bekannt. Doch erst die Gutäer beendeten die Herrschaft der Akkader und errichteten ihrerseits ein Herrschaft über Sumer und Akkad. Danach gehörte die Stadt zu dem Gebiet, auf das Gudea von Lagaš eine lockere Oberhoheit ausübte.

## Ur-III-Zeit
Auch in der letzten Phase der sumerischen Geschichte (Ur-III-Zeit) konnte Adab seine Selbstständigkeit nicht zurückerlangen. Jedoch war Adab der Ort, in dem die Könige der dritten Dynastie von Ur ihre Herrschaft nachdrücklich festigten, indem sie hier in Peronden des Utuhengal des Fürsten der Gutäer, Tirigan gefangen nahmen. Dass Adab auch danach noch von gewisser Bedeutung war, beweist, dass einer der Herrscher – Šu-Sin – dieser Dynastie hier einen Tempel für seinen Kult errichten ließ.
Wie so viele andere sumerische Städte auch, verlor Adab nach dem Untergang der letzten sumerischen Dynastie von Ur nahezu die komplette frühere Bedeutung. Als in der Zeit des Šamšu-iluna (Sohn des Hammurapi, zweite Hälfte des 18. Jahrhunderts v. Chr.) die Besiedelung Südbabylonies offenbar rückläufig war, fehlen für Adab Zeugnisse einer Besiedelung.

## Forschungsgeschichte
Unter der Leitung von E. J. Banks fanden 1903/04 Ausgrabungen in Adab statt. Dabei wurden ein Palast und diverse Wohnhäuser entdeckt. Von besonderer Bedeutungen sind zwei gefundene Inschriften, je eine des Mesalim und eine des Ur-Nammu.